# Борзаківський Василь Дмитрович
Борзаківський Василь Дмитрович (* близько 1740, Київ — †після 1803, м, см. невід.) —  український церковний діяч, настоятель Київської Феодосіївської церкви на Печерську. Вихованець Києво-Могилянської академії.

## Біографія
Син протоієрея цієї ж церкви о. Дмитра Борзаківського, котрий 1753 був старшим над всіма священиками і намісниками, підвладними Києво-Печерській Лаврі. Внук єпископа Псковського, Ізборського і Нарвського, імовірно, по материнській лінії, В. Пуцека-Григоровича. Праправнук священика тієї ж церкви о. Полікарпа Борзаківського, котрому архімандрит КПЛ Є. Плетенецький видав 28 грудня 1614 універсал на володіння Козином з ґрунтами на потреби храму. 
1750 Борзаківський вступив до класу інфими Києво-Могилянської академії. 
1770 — студент класу богословія. Цього самого року помер від чуми його батько. За порадою брата Івана Борзаківського, священика с. Гольці Чорнуської сотні Лубенського полку, Василь Дмитрович, щоб зайняти батьківське місце, одружився з Єлизаветою Іванівною, дівчиною з села Гольці, яку йому підшукав брат.
Повернувшись до Києва, став священиком Феодосіївської церкви, продовжив традицію роду Борзаківських. 
Серед його парафіян були обер-комендант Печерської фортеці генерал-майор Я. Єльчанінов, дипломат, дійсний статський радник П. П. Веселицький, підполковник К. Ухтомський. 
При церкві влаштував парафіяльну школу, де дяк Федір Висоцький навчав дітей грамоти. За сповідальним розписом 1784 у сім’ї Василя Дмитровича було троє дітей: сини Л. Борзаківський (1774) та Петро Борзаківський (1776) і дочка Катерина (1778).
11 жовтня 1791 отримав грамоту на дворянство. 1 серпня 1796 возведений в намісники і нагороджений скуфією. 
Архіви Києва зберегли 2 «прошенія» Борзаківського. Одне з них датоване 1 вересня 1800 з проханням до Київської  консисторії призначити його на проживання до Київського Братського монастиря, друге — від 1 вересня 1803 відпустити його з монастиря у зв’язку з переходом «на пропітаніє» до своїх дітей.

## Архіви
ІР НБУВ, ф.160, спр. 518, арк. 110; 
ЦДІАК України, ф. 127, оп. 1015, спр. 66, арк. 49, спр. 85; оп. 1076, спр. 123.